# Cyril Seedhouse
Cyril Seedhouse, född 10 april 1892 i Leighton Buzzard i Central Bedfordshire, död 21 januari 1966 i Exminster, var en brittisk friidrottare.
Seedhouse blev olympisk bronsmedaljör på 4 x 400 meter vid sommarspelen 1912 i Stockholm.